# Веселівська сільська рада (Запорізький район)
| Веселівська сільська рада — колишній орган місцевого самоврядування у Запорізькому районі Запорізької області з адміністративним центром у с. Веселе. Сільській раді були підпорядковані населені пункти: - с. Веселе - с. Надія - с. Нововознесенка - с. Новодніпровка - с. Петропавлівка - с. Петропіль - с. Зоряне - с. Червоний Яр |

## Склад ради
Рада складалася з 16 депутатів та голови.

### Керівний склад ради
| ПІБ                      | Основні відомості                                                    | Дата обрання | Дата звільнення |
| ------------------------ | -------------------------------------------------------------------- | ------------ | --------------- |
| Карпенко Леся Миколаївна | Сільський голова, 1974 року народження, освіта, член Партії регіонів | 26.03.2006   | 31.10.2010      |

Примітка: таблиця складена за даними джерела